# Сауд Аль-Меджмед
Сауд Аль-Меджмед (араб. سعود المجمد; нар. 22 липня 1988, Ель-Кувейт) — кувейтський футболіст, який грав на позиції нападника. Усю кар'єру гравця він провіів у клубі «Аль-Кадісія», де Аль-Меджмед грав з 2008 до 2019 року. У 2010 році футболіст грав у складі збірній Кувейту. У складі збірної в цьому році брав у часть у футбольному турнірі Азійських ігор. Загалом у складі збірної футболіст зіграв у 10 матчах, у яких відзначися 1 забитим м'ячем.